# Эдинбургский замок
Эдинбургский замок (англ. Edinburgh Castle) — древняя крепость на Замковой скале в центре шотландской столицы — Эдинбурга. До недавнего времени находился в распоряжении британского министерства обороны. Замок открыт для посещения и является главной туристической достопримечательностью Эдинбурга.
К нему ведёт главная улица старого Эдинбурга — так называемая Королевская миля, на другом конце которой расположен Холирудский дворец.

## История
Замок расположен на вершине Замковой скалы, потухшего вулкана, который был активен около 350 млн лет назад. Вершина скалы была заселена с позднего бронзового века, около 800 лет до н. э. Первое упоминание укреплений, называемых Дин Эйдин (Din Eidyn) или крепость Эйдина (Stronghold of Eidyn), дается в валлийской эпической поэзии около 600 года н. э. Первое определённое указание на существование замка связано с правлением короля Давида I, который созывал собрания знати и церковных служителей в замке начиная с 1139 года.
В 1296 году, во время первой войны за независимость Шотландии английские войска захватили замок. Все регалии и драгоценности шотландских королей, множество исторических архивов было вывезено в Англию. Замок оставался в руках англичан до 14 марта 1314 года, когда тридцать шотландских воинов смогли взобраться по крутому северному склону Замковой скалы и застать англичан врасплох.
Во время второй войны за независимость Шотландии в 1335 году английские войска вновь захватили замок, однако в 1341 году шотландцы под предводительством Уильяма Дугласа вернули его. Уильям переоделся английским торговцем и договорился с губернатором замка о том, что он привезёт в замок свои товары. 17 апреля 1341 года он вместе с 12 шотландцами, переодетыми моряками, прибыл к воротам замка. Как только ворота открылись, шотландцы напали на стражу и перебили её, после чего из засады в замок ворвались их товарищи и перебили остальной гарнизон.
В XV веке замок стал использовался как арсенал и фабрика по производству оружия, а короли Шотландии стали использовать в качестве своей резиденции Холирудское аббатство.
В апреле 1571 года город и замок были заняты Уильямом Киркалди из Гранжа, который во время правления Марии Стюарт был хранителем замка, а после отречения Марии Стюарт от престола в 1567 году отказался признать королём её малолетнего сына Якова. Замок осадили противники Марии Стюарт. Осада продолжалась два года и осталась в истории как Долгая осада (скотс Lang Siege). При посредничестве английской королевы Елизаветы I в июле 1572 года было заключено перемирие, по условиям которого город был сдан, но замок остался в руках Киркалди. Однако срок перемирия истек 1 января 1573 года, и Киркалди начал обстрел города. В апреле 1573 года Елизавета I прислала на помощь осаждающим отряд английских войск. 17 мая начался интенсивный обстрел замка, к 22 мая была разрушена южная стена Башни Давида, а на следующий день была разрушена Башня Констебля. 26 мая англичане захватили внешние укрепления замка, после чего Киркалди решил сдаться. Гарнизон замка был отпущен на свободу, но Киркалди, его брат и два ювелира, которые чеканили монеты с именем Марии Стюарт были повешены.
Во время «Епископских войн» в 1640 году ковенантеры осаждали верный королю Карлу I гарнизон замка и после 3 месяцев осады, когда у гарнизона кончились все припасы, он сдался ковенантерам. Во время этой осады внешние укрепления замка были серьезно повреждены, и затем они были снесены.
После победы Оливера Кромвеля в битве при Данбаре 3 сентября 1650 года его войска осадили замок и после трёхмесячной осады гарнизон замка сдался.
В 1689 году во время борьбы между сторонниками Якова II и Вильгельма Оранского замок был осаждён сторонниками Вильгельма Оранского и его гарнизон сдался после трёхмесячной осады.
Во время якобитского восстания 1715 года 8 марта 1715 года сотня повстанцев при помощи предателей из гарнизона замка попыталась взобраться на стены, однако спущенная им лестница оказалась слишком коротка и следующая смена караула заметила приготовления. В результате повстанцам пришлось отступить.
Последний раз замок принял участие в боевых действиях во время якобитского восстания 1745 года. Повстанцы заняли Эдинбург, но не имели артиллерии, необходимой для штурма замка, и он остался в руках правительственных войск.
В последующие годы замок использовался в основном как тюрьма. Военный гарнизон оставался в замке до 1923 года.

## Описание
Сооружённый первоначально ещё в период раннего средневековья, замок был капитально перестроен в начале XVII века и приспособлен для обороны с использованием крепостной артиллерии. Замок производит впечатление абсолютно неприступной крепости. Три стороны крепости защищены отвесными утесами, и доступ к замку был ограничен крутой дорогой на четвёртой (восточной) стороне. К дороге можно пройти только через эспланаду — длинный и пустой, полностью простреливаемый из крепости наклонный участок, где ежегодно проходит Королевский эдинбургский парад военных оркестров.
Ранее с северной стороны замка располагалось достаточно крупное озеро Нор-Лох, защищавшее подступы к замку и Старому городу с этой стороны. В конце XVIII века, при королях Ганноверской династии, озеро было постепенно осушено в связи со строительством в Эдинбурге Нового города.
На территории замка стоит самое старое здание Эдинбурга (и едва ли не всей Шотландии) — капелла Святой Маргариты, названная именем Маргариты Шотландской, но в действительности построенная в начале XII века её сыном, королём Давидом. Вблизи часовни Святой Маргариты установлена огромная старинная бомбарда Mons Meg. Также в Эдинбургском замке хранятся Скунский камень и корона Шотландии.
На батарее Миллс-маунт установлена так называемая «Часовая пушка» (англ. One O'Clock Gun) — артиллерийское орудие на стене, из которой ежедневно — кроме воскресений, Страстной пятницы и Рождества — ровно в час дня производится выстрел.
В замке расположены Национальный военный мемориал Шотландии и несколько военных музеев.